# Margarita Broich
Margarita Broich (ur. 3 maja 1960 w Neuwiedzie) – niemiecka fotografka oraz aktorka filmowa i telewizyjna.
Od 2015 gra jedną z głównych ról w serialu kryminalnym Tatort.

## Filmografia (wybór)
- 1991: Miłość od pierwszego wejrzenia – Jutta
- 2002: Bliźniaczki – Martha
- 2009: Powitanie bohatera – Inge
- 2013: Szkolna imprezka – Pani Sieberts
- 2016: Dziennik Anne Frank – Petronella
- 2018: Pańskie czasy – Siostra Otta
- 2020: Vatersland – Marie
- 2022: Stasikomödie – Corinna